# Rabenhorstia tiliae
Rabenhorstia tiliae är en svampart som först beskrevs av Elias Fries, och fick sitt nu gällande namn av Elias Fries 1849. Rabenhorstia tiliae ingår i släktet Rabenhorstia, ordningen Diaporthales, klassen Sordariomycetes, divisionen sporsäcksvampar och riket svampar.   Inga underarter finns listade i Catalogue of Life.